# Anomophysis alfura
Anomophysis alfura là một loài bọ cánh cứng trong họ Cerambycidae.